# Escabí
Un escabí és un tipus de tribunal de jurat, compost per jutges professionals i per ciutadans llecs designats per sorteig.
La posició d'escabí en diferents moments i llocs, va tenir diversos significats:
- A París al segle xvii, el terme «escabí» designava un magistrat. En l'Antic Règim, el prebost dels comerciants-cap de la municipalitat de París, encarregat de proveir a la ciutat d'obres públiques, la recaptació d'impostos i controlar el comerç fluvial va ser ajudat per quatre escabins.
- A Lió i Marsella, un escabí corresponia a l'actual regidor d'un ajuntament.
- A Bèlgica i Luxemburg, en l'actualitat, els escabins són membres representants de l'òrgan col·legiat electe d'un municipi, així com les funcions legislatives i executives, actuant com a auxiliars del burgmestre.